# Villa Knoth

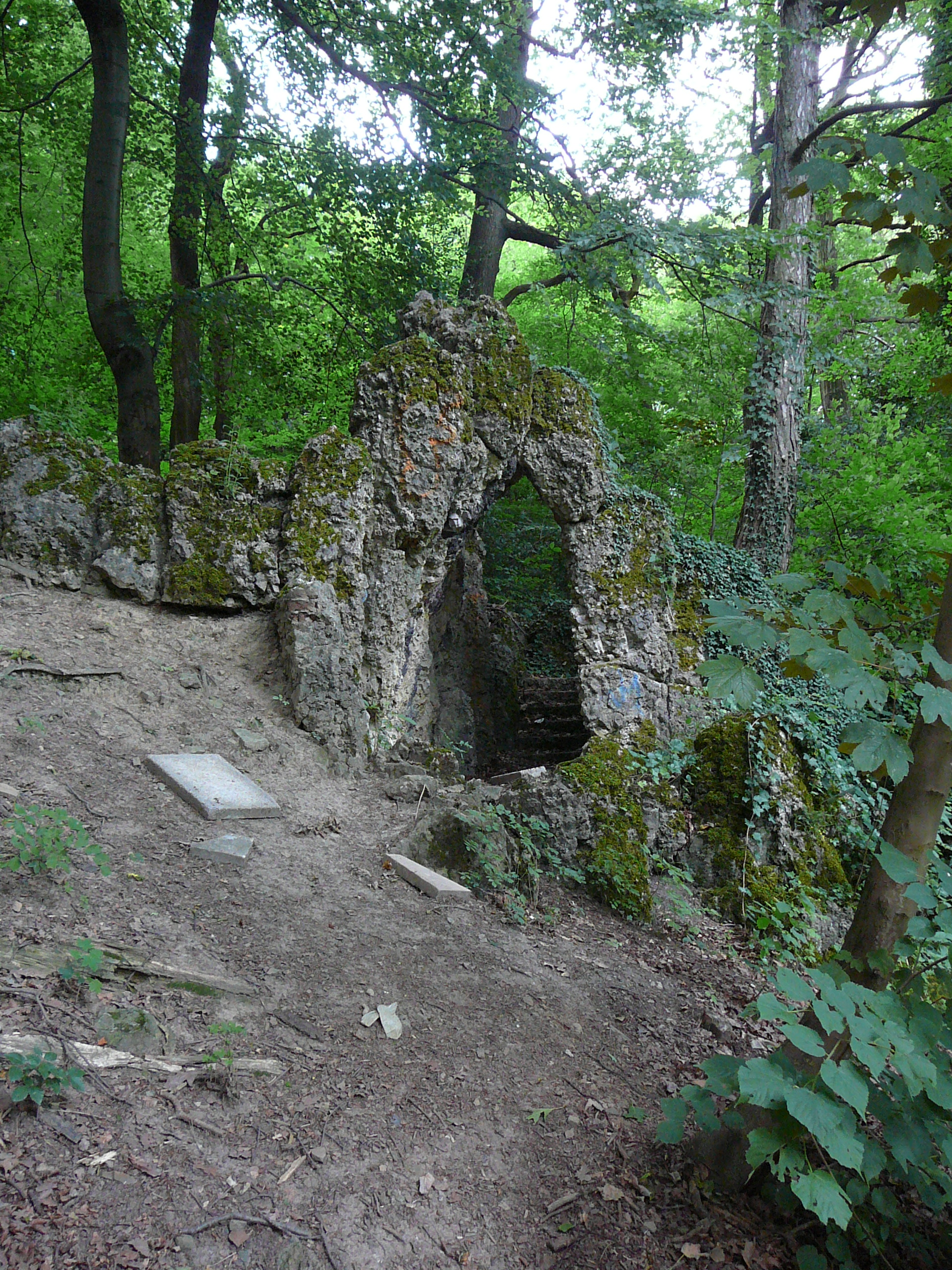
Reste eines Grottenbauwerks

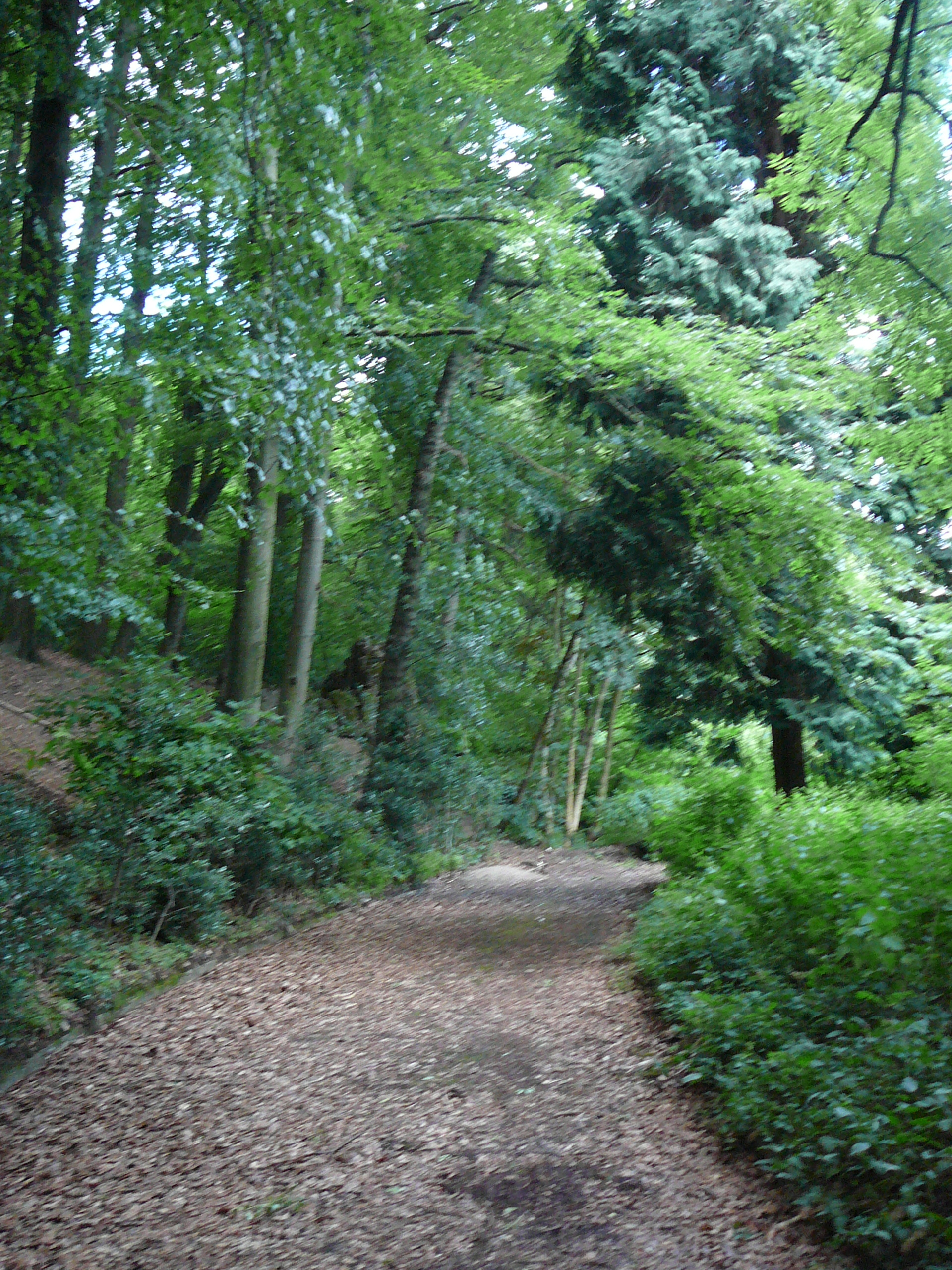
Reste einer repräsentativen Auffahrt

Die Villa Knoth (ehemalige Anschrift In den Birken 129) war eine Villa in Wuppertal-Katernberg. Sie wurde um 1980 vom Eigentümer abgebrochen, obwohl sie denkmalwürdig war. Erhalten sind Reste eines Parks.

## Beschreibung
Die zweigeschossige Villa mit Mansarddach hatte einen quadratischen Grundriss. Das im klassizistischen Stil errichtete Gebäude war zur Schauseite mit einem Mittelrisalit, mit einem geschossübergreifendes Sprossenfenster, ausgeführt. Der Risalit war mit einer Dachhaube abgeschlossen.
Zur Villa gehörte ein ca. vier Hektar großes Gelände, das heute vollständig bewaldet ist. Es wird begrenzt durch die Straßen Am Jagdhaus im Norden und In den Birken im Süden, zu der die Villa postalisch gehörte. Westlich schließt sich die Schule Birkenhöhe an der gleichnamigen Straße an. An den Seiten, die den genannten Straßen zugewendet sind, wurden in jüngerer Vergangenheit Reihenhäuser gebaut.
Der südliche Teil des Geländes war parkähnlich gestaltet, die Reste einer repräsentativen Auffahrt von der Straße In den Birken sind im Wald noch auszumachen. Westlich dieser Auffahrt befindet sich ein kleiner, fast verlandeter Teich. Im Nordosten des ehemaligen Parks ist eine kleine künstliche Grotte erhalten, ähnlich wie sie in barocken und englischen Landschaftsparks errichtet wurden. Einzelne für den übrigen Wald des Parks atypische Bäume wie Sumpfzypressen sind ebenfalls erhalten. Hier, an der Auffahrt, befand sich die ebenfalls niedergelegte Remise, die Villa befand sich im Wald.
Die Villa und das Gelände erwarb der Barmer Garngroßhändler Knoth 1948 von der Familie Eulenburg. Nachdem das Gebäude zwischenzeitlich als Polizeistation genutzt wurde, verfiel es bis Ende der 1970er Jahre und wurde um 1980 abgebrochen.